# 李淑芳
李 淑芳（り　しゅくほう 1979年5月6日 - ）は、中国の青島出身の柔道選手。階級は63kg級。身長165cm。｢黒妹｣という呼び名でも知られる。

## 人物
柔道は12歳の時に始めた。1996年の世界ジュニア61kg級では、日下部基栄に敗れて2位だった。1998年のワールドカップ団体戦では3位となった。2000年シドニーオリンピック63kg級では決勝でフランスのセブリーヌ・バンデネンドに注意で敗れたものの銀メダルを獲得した。2001年のフランス国際で2位になると、東アジア大会では優勝を飾っている。2002年のアジア大会では3位だったが、2004年アテネオリンピックでは初戦で敗れた。

## 主な戦績
61kg級での戦績
- 1996年 - 世界ジュニア　2位
- 1997年 - ハンガリー国際　3位
- 1997年 - チェコ国際　5位
- 1997年 - ポーランド国際　3位
- 1997年 - アジア選手権　3位

63kg級での戦績
- 1998年 - ワールドカップ団体戦　3位
- 1999年 - 福岡国際　2位
- 2000年 - オランダ国際　優勝
- 2000年 - シドニーオリンピック　2位
- 2001年 - フランス国際　2位
- 2001年 - 東アジア大会　優勝
- 2002年 - アジア競技大会　3位
- 2003年 - オランダ国際　3位
- 2003年 - 青島国際　3位
- 2004年 - アジア選手権　3位